# Estrelítzia
L'estrelítzia, de nom científic (Strelitzia reginae), és una espècie botànica de planta amb flor, herbàcia, rizomatosa originària de Sud-àfrica que creix conreada en jardins en regions tropicals i subtropicals.

## Etimologia
El terme científic d'aquesta planta reginae del Llatí = "de la reina", està dedicat a la reina Carlota de Mecklenburg-Strelitz, esposa del rei Jordi III del Regne Unit, morta en 1818 i afeccionada a la botànica.

## Descripció
Plantes herbàcia sempreverda, amb forma de mata i fulles amb llargs pecíols. Fulles alternes, pinnades i dístiques.
El seu principal atractiu són les flors en forma d'ocell, amb pètals vermells i grocs.
Les flors són hermafrodites, asimètriques, polinitzades per aus, en grups cinciniformes protegits primàriament per grans bràctees diverses laterals i amb freqüència llargament peduncles.
El periant de 3+3 tèpals, els externs iguals i lliures, els interns desiguals i generalment soldats, un de majors dimensions i plegat en forma de fletxa envoltant a l'estil. El gineceu de 3 carpels soldats, ovari ínfer, trilocular, nombrosos primordis seminals.
Fruit de càpsula valvicida per 3 valves.
Altura mitjana 15 dm i diàmetre 18 dm.